# Century Spire
La Century Spire est un gratte-ciel résidentiel en construction à Makati aux Philippines. Il s'élèvera à 245 mètres. Son achèvement est prévu pour 2019.